# 大港油田
大港油田是位于中国华北地区的油田，始建于1964年1月。中国石油天然气股份有限公司大港油田分公司负责其勘探、生产、加工、运输等工作，其总部位于天津市滨海新区海滨街道。大港油田大港探区的勘探面积达到18,629平方公里，由15个油气田、24个开发区组成。
1963年12月，河北省黄骅县发现工业油流，中华人民共和国石油部决定组织华北石油会战，1964年12月20日，港5井发生井喷，宣告大港油田诞生。继港5井后，港7井和港3井也开始产油，日产油均上百吨，随后港东、港中、港西3个油田相继发现。1999年，成立中国石油天然气股份有限公司大港油田分公司。
1975年，大港油田的原油年产量达到468.24万吨，位居全国第三，仅次于大庆油田、胜利油田。截至2005年底，大港油田累计探明的石油地质储量有9.36亿吨、天然气储量734.77亿立方米，累计生产原油1.32亿吨、天然气164.5亿立方米；至2015年，探明石油地质储量12.4亿吨、天然气储量740亿立方米；累计生产原油1.81亿吨、天然气235亿立方米。
大港油田以工人驻地和华北石油勘探指挥部驻地为基础，逐渐发展为社区，社区区域横跨天津市滨海新区和河北省沧州市。大港油田机关驻地“二号院”和“三号院”发展为社区中心，建有车站、酒店、医院、学校。2013年12月19日，天津市民政局批复同意将海滨街道、港西街道两街道办事处所辖区域合并，设立新的海滨街道，涵盖了大港油田社区的核心地带。天津工程职业技术学校、大港油田实验中学、大港油田第一中学、大港油田第三中学、德远高级中学等学校坐落于此。2017年起，又陆续建成港西新城。